# Karras (Adelsgeschlecht)

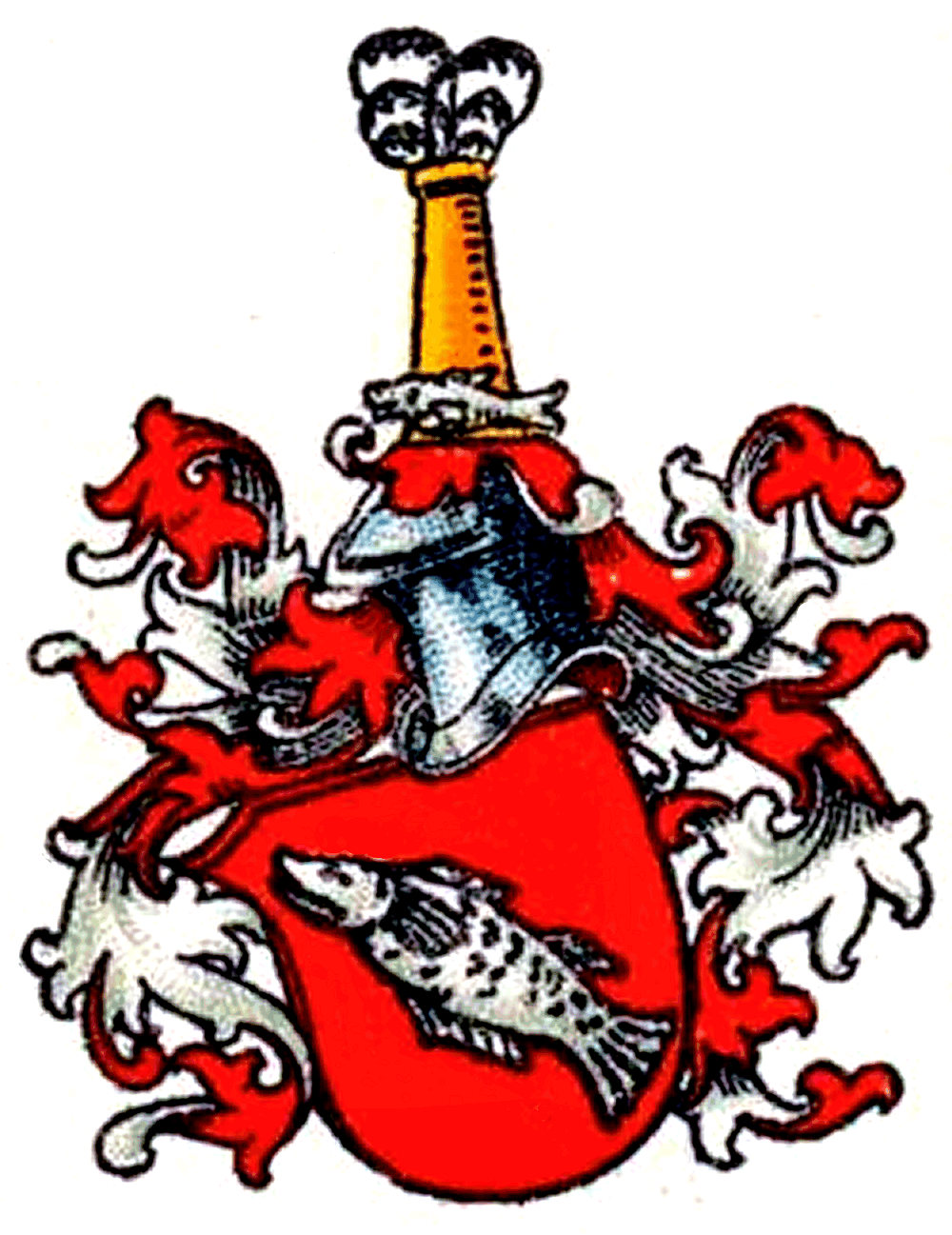
Wappen derer von Karras

Karras, historisch auch Caraz, Carras, Cares, Karis und Caras, ist der Name eines alten obersächsisch-meißnisches heute erloschenen Adelsgeschlechts.

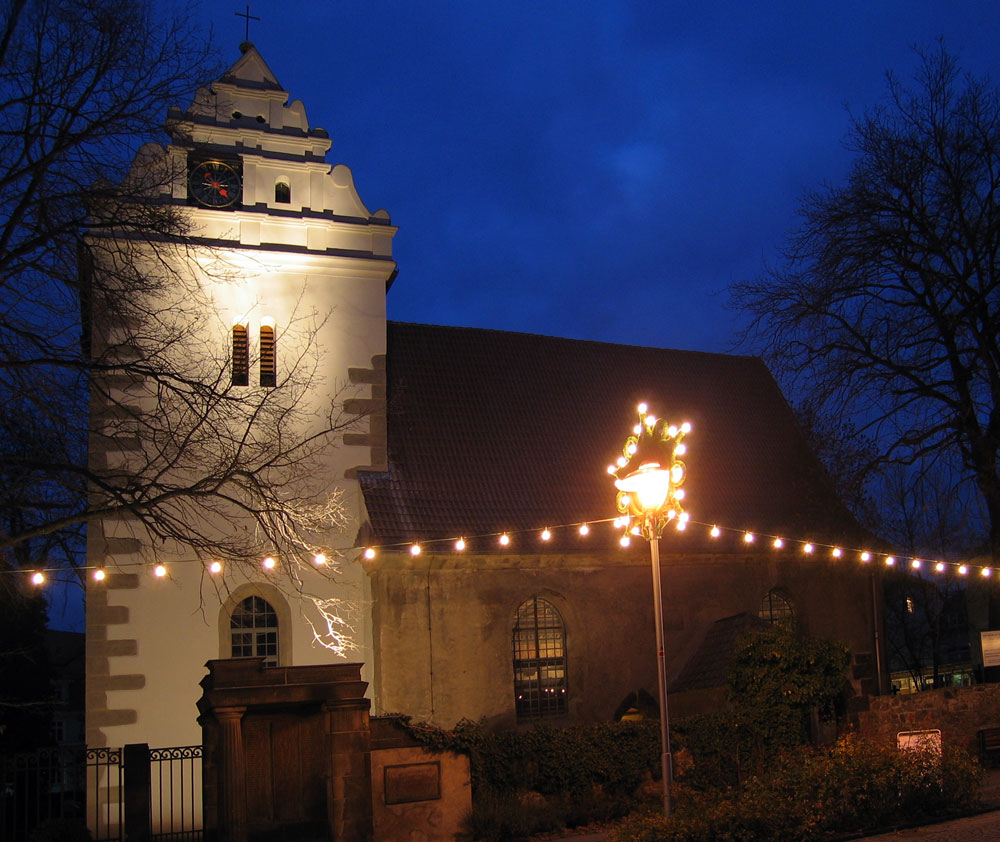
Alte Kirche in Coswig

## Geschichte
Das Geschlecht erscheint urkundlich erstmals am 12. März 1206 mit den Brüdern Friedericus und Bartholdus Karaz. Es gehörte im 13. Jahrhundert zu den angesehensten in der Markgrafschaft Meißen. Sein Haupteinflussgebiet lag im Elbtal zwischen Meißen und Dresden. Die Schreibweise des Namens variierte zwischen Caraz, Carras, Cares, Karis und Caras.
Die Stammreihe beginnt mit George von Karras auf Graupe bei Dresden um 1425.
Als Lehnsherr von Coswig wurde im Jahre 1421 ein Thamme Karras erwähnt. Im Jahre 1467 erhielten Nickel, Heinrich und Georg Karras durch den Meißner Bischof einen Lehnbrief über „Coßwigk, Köthewitz und das wüste Dorf Pannewitz“.
Nickel Karras stiftete im Jahre 1496 mit seiner Frau Anna 750 rheinische Gulden zum Bau einer Pfarrkirche, die im folgenden Jahr fertiggestellt wurde. Die Alte Kirche Coswig gehört heute zu den schönsten noch erhaltenen Dorfkirchen Sachsens. Über dem Kirchenportal befindet sich das Wappen der Ritter von Karras. Nordöstlich der Kirche befand sich die Wasserburg der Familie Karras. Dieses Anwesen wurde im Jahre 1556 von Hans und Georg Karras für 15.169 Gulden an Kurfürst August I. verkauft.
Auf diesem historischen Grund befindet sich heute eine Villa aus dem 19. Jahrhundert, die seit 1996 das Karrasburg-Museum Coswig beherbergt.
Christian Heinrich Gottlob von Karras (* 1750), kursächsischer Leutnant beim adeligen Kadettenkorps in Dresden, hat um 1800 den Mannesstamm der Familie beschlossen.

Wappen derer von Karras

## Wappen
Das Wappen zeigt in Rot einen schrägrechts gestellten, silbernen Fisch (Karausche). Auf dem Helm mit rot-silbernen Decken eine mit sechs schwarzen Hahnenfedern besteckte goldene Säule, vor deren Schaft der Fisch quer rechtshin erscheint.

## Vertreter
- Nickel von Karras, Lehnsherr und Stifter der ersten Coswiger Kirche
- Hans Ernst von Karras-Schenkendorf (1698–1757), sächs.-weißenf. Hausmarschall, Schloßhauptmann des Amtes Dahme sowie Oberstwachtmeister[4] der sächs. Gardes du Corps